# Честер (Ајова)
Честер (енгл. Chester) град је у америчкој савезној држави Ајова. По попису становништва из 2010. у њему је живело 127 становника.

## Демографија
Према попису становништва из 2010. у граду је живело 127 становника, што је 24 (-15.9%) становника мање него 2000. године.
| Група             | 2000.       | 2010.       |
| Белци             | 149 (98,7%) | 126 (99,2%) |
| Афроамериканци    | 0 (0,0%)    | 0 (0,0%)    |
| Азијати           | 0 (0,0%)    | 0 (0,0%)    |
| Хиспаноамериканци | 2 (1,3%)    | 1 (0,8%)    |
| Укупно            | 151         | 127         |